# Allodelphinidae
Allodelphinidae — родина примітивних платаністоїдних річкових дельфінів, що зустрічаються в морських відкладеннях у східній північній частині Тихого океану, на Алясці та в Японії.